# Promozione Piemonte-Valle d'Aosta 1988-1989
Nella stagione 1988-1989 la Promozione era il sesto livello del calcio italiano (il massimo livello regionale). Qui vi sono le statistiche relative al campionato in Piemonte e in Valle d'Aosta gestito dal Comitato Regionale Piemonte-Valle d'Aosta.
Il campionato è strutturato in vari gironi all'italiana su base regionale, gestiti dai Comitati Regionali di competenza. Promozioni alla categoria superiore e retrocessioni in quella inferiore non erano sempre omogenee; erano quantificate all'inizio del campionato dal Comitato Regionale secondo le direttive stabilite dalla Lega Nazionale Dilettanti, ma flessibili, in relazione al numero delle società retrocesse dal Campionato Interregionale e perciò, a seconda delle varie situazioni regionali, la fine del campionato poteva avere degli spareggi sia di promozione che di retrocessione.

## Girone A

### Squadre partecipanti
| Squadra            | Città (provincia)             |
| ------------------ | ----------------------------- |
| A.S. Arona         | Arona (NO)                    |
| A.C. Borgomanero   | Borgomanero (NO)              |
| A.C. Castellettese | Castelletto sopra Ticino (NO) |
| A.S. Crescentinese | Crescentino (VC)              |
| U.S. Dormelletto   | Dormelletto (NO)              |
| S.S. Gattinara     | Gattinara (VC)                |
| U.S. Gravellona    | Gravellona Toce (NO)          |
| U.S. Grignasco     | Grignasco (NO)                |
| U.R.S. La Chivasso | Chivasso (TO)                 |
| A.S. Mezzomerico   | Mezzomerico (NO)              |
| A.S. Montanaro     | Montanaro (TO)                |
| S.S. Stresa        | Stresa (NO)                   |
| A.S. Sunese        | Suno (NO)                     |
| A.C. Trecate       | Trecate (NO)                  |
| U.S. Trino         | Trino (VC)                    |
| F.C. Vigliano      | Vigliano Biellese (VC)        |

### Classifica finale
|  | Pos. | Squadra       | Pt  | G   | V   | N   | P   | GF  | GS  | DR  |
|  | ---- | ------------- | --- | --- | --- | --- | --- | --- | --- | --- |
|  | 1.   | Gravellona    | 45  | 30  | 17  | 11  | 2   | 45  | 12  | +33 |
|  | 2.   | Trecate       | 39  | 30  | 16  | 7   | 7   | 49  | 24  | +25 |
|  | 3.   | Borgomanero   | 38  | 30  | 12  | 14  | 4   | 39  | 26  | +13 |
|  | 4.   | Crescentinese | 36  | 30  | 11  | 14  | 5   | 36  | 24  | +12 |
|  | 5.   | La Chivasso   | 35  | 30  | 13  | 9   | 8   | 37  | 27  | +10 |
|  | 6.   | Arona         | 34  | 30  | 12  | 10  | 8   | 35  | 28  | +7  |
|  | 7.   | Castellettese | 33  | 30  | 12  | 9   | 9   | 29  | 24  | +5  |
|  | 8.   | Gattinara     | 31  | 30  | 8   | 15  | 7   | 26  | 31  | -5  |
|  | 9.   | Vigliano      | 30  | 30  | 12  | 6   | 12  | 39  | 39  | 0   |
|  | 10.  | Sunese        | 29  | 30  | 11  | 7   | 12  | 31  | 36  | -5  |
|  | 11.  | Trino         | 25  | 30  | 5   | 15  | 10  | 23  | 29  | -6  |
|  | 12.  | Grignasco     | 23  | 30  | 6   | 11  | 13  | 26  | 40  | -14 |
|  | 13.  | Montanaro     | 23  | 30  | 5   | 13  | 12  | 32  | 41  | -9  |
|  | 14.  | Stresa        | 22  | 30  | 4   | 14  | 12  | 10  | 31  | -21 |
|  | 15.  | Dormelletto   | 19  | 30  | 3   | 13  | 14  | 21  | 44  | -23 |
|  | 16.  | Mezzomerico   | 18  | 30  | 5   | 8   | 17  | 21  | 43  | -22 |
|  |      |               | 480 | 480 | 152 | 176 | 152 | 499 | 499 | 0   |

- Gravellona promossa in Interregionale
- Stresa, Dormelletto e Mezzomerico retrocedono in Prima Categoria.

## Girone B

### Squadre partecipanti
| Squadra                    | Città (provincia)      |
| -------------------------- | ---------------------- |
| U.S. Airaschese            | Airasca (TO)           |
| U.S. Borgo Uriola          | Rivoli (TO)            |
| U.S. Cafasse               | Cafasse (TO)           |
| U.S. Caselle               | Caselle Torinese (TO)  |
| A.C. Giaveno Coazze        | Giaveno (TO)           |
| U.S. Ivrea Calcio          | Ivrea (TO)             |
| A.C. Lucento               | Torino                 |
| S.C. Madonna di Campagna   | Torino                 |
| A.C. Mathi                 | Mathi (TO)             |
| G.S. Orbassano             | Orbassano (TO)         |
| A.S. Piobesi               | Piobesi Torinese (TO)  |
| U.S. Quincinettese         | Quincinetto (TO)       |
| U.S. Rivarolese            | Rivarolo Canavese (TO) |
| G.S. Seo Borgaro Monterosa | Borgaro Torinese (TO)  |
| A.C. Strambinese           | Strambino (TO)         |
| A.S. Venaria               | Venaria Reale (TO)     |

### Classifica finale
|  | Pos. | Squadra               | Pt  | G   | V   | N   | P   | GF  | GS  | DR  |
|  | ---- | --------------------- | --- | --- | --- | --- | --- | --- | --- | --- |
|  | 1.   | Borgo Uriola          | 46  | 30  | 17  | 12  | 1   | 44  | 13  | +31 |
|  | 2.   | Mathi                 | 40  | 30  | 16  | 8   | 6   | 38  | 23  | +15 |
|  | 3.   | Strambinese           | 38  | 30  | 13  | 12  | 5   | 39  | 20  | +19 |
|  | 4.   | Piobesi               | 34  | 30  | 10  | 14  | 6   | 37  | 22  | +15 |
|  | 5.   | Giaveno Coazze        | 34  | 30  | 11  | 12  | 7   | 45  | 32  | +13 |
|  | 6.   | Airaschese            | 34  | 30  | 10  | 14  | 6   | 37  | 25  | +12 |
|  | 7.   | Rivarolese            | 33  | 30  | 9   | 15  | 6   | 37  | 28  | +9  |
|  | 8.   | Venaria               | 33  | 30  | 9   | 15  | 6   | 37  | 28  | +9  |
|  | 9.   | Caselle               | 32  | 30  | 12  | 8   | 10  | 27  | 34  | -7  |
|  | 10.  | Ivrea                 | 29  | 30  | 10  | 9   | 11  | 40  | 39  | +1  |
|  | 11.  | Orbassano             | 27  | 30  | 7   | 13  | 10  | 24  | 28  | -4  |
|  | 12.  | Lucento               | 26  | 30  | 7   | 12  | 11  | 27  | 38  | -11 |
|  | 13.  | Seo Borgaro Monterosa | 24  | 30  | 6   | 12  | 12  | 25  | 35  | -10 |
|  | 14.  | Madonna di Campagna   | 20  | 30  | 4   | 12  | 14  | 23  | 45  | -22 |
|  | 15.  | Cafasse               | 20  | 30  | 6   | 8   | 16  | 37  | 60  | -23 |
|  | 16.  | Quincinettese         | 10  | 30  | 3   | 4   | 23  | 18  | 65  | -47 |
|  |      |                       | 480 | 480 | 150 | 180 | 150 | 535 | 535 | 0   |

- Borgo Uriola promossa in Interregionale.
- Madonna di Campagna, Cafasse e Quincinettese retrocedono in Prima Categoria.

## Girone C

### Squadre partecipanti
| Squadra                    | Città (provincia)             |
| -------------------------- | ----------------------------- |
| Acqui Unione Sportiva 1911 | Acqui Terme (AL)              |
| U.S. Albese                | Alba (CN)                     |
| Pol. Busca                 | Busca (CN)                    |
| A.S. Canelli               | Canelli (AT)                  |
| A.S. Carassonese           | Mondovì (CN)                  |
| A.C. Chieri                | Chieri (TO)                   |
| A.C. Cuneo                 | Cuneo                         |
| A.C. Pro Dronero           | Dronero (CN)                  |
| Pol. Frugarolese           | Frugarolo (AL)                |
| U.S. Interlanga            | Santa Vittoria d'Alba (CN)    |
| U.S. Monferrato            | San Salvatore Monferrato (AL) |
| U.S. Novese                | Novi Ligure (AL)              |
| A.C. Saluzzo               | Saluzzo (CN)                  |
| U.S. San Carlo             | Borgo San Martino (AL)        |
| A.C. Valeo Mondovì         | Mondovì (CN)                  |
| A.C. Villafranca           | Villafranca Piemonte (TO)     |

### Classifica finale
|  | Pos. | Squadra       | Pt  | G   | V   | N   | P   | GF  | GS  | DR  |
|  | ---- | ------------- | --- | --- | --- | --- | --- | --- | --- | --- |
|  | 1.   | Acqui         | 45  | 30  | 18  | 9   | 3   | 45  | 18  | +27 |
|  | 2.   | Valeo Mondovì | 44  | 30  | 17  | 10  | 3   | 52  | 18  | +34 |
|  | 3.   | Novese        | 42  | 30  | 15  | 12  | 3   | 50  | 19  | +31 |
|  | 4.   | Canelli       | 39  | 30  | 13  | 13  | 4   | 37  | 24  | +13 |
|  | 5.   | Saluzzo       | 37  | 30  | 11  | 15  | 4   | 36  | 20  | +16 |
|  | 6.   | Chieri        | 32  | 30  | 12  | 8   | 10  | 48  | 33  | +15 |
|  | 7.   | Busca         | 30  | 30  | 10  | 10  | 10  | 35  | 36  | -1  |
|  | 8.   | Albese        | 28  | 30  | 8   | 12  | 10  | 35  | 34  | +1  |
|  | 9.   | Monferrato    | 28  | 30  | 8   | 12  | 10  | 28  | 31  | -3  |
|  | 10.  | Pro Dronero   | 27  | 30  | 8   | 11  | 11  | 20  | 37  | -17 |
|  | 11.  | San Carlo     | 27  | 30  | 8   | 11  | 11  | 25  | 43  | -18 |
|  | 12.  | Villafranca   | 25  | 30  | 7   | 11  | 12  | 27  | 41  | -14 |
|  | 13.  | Interlanga    | 24  | 30  | 5   | 14  | 11  | 25  | 37  | -12 |
|  | 14.  | Carassonese   | 22  | 30  | 7   | 8   | 15  | 28  | 40  | -12 |
|  | 15.  | Frugarolese   | 15  | 30  | 2   | 11  | 17  | 23  | 52  | -29 |
|  | 16.  | Cuneo         | 15  | 30  | 2   | 11  | 17  | 22  | 53  | -31 |
|  |      |               | 480 | 480 | 151 | 178 | 151 | 536 | 536 | 0   |

- Acqui promosso in Interregionale.
- Valeo Mondovì è in seguito ammesso in Interregionale.
- Carassonese, Frugarolese e Cuneo retrocedono in Prima Categoria.